# Os Pastores da Noite (filme)
Pastores da Noite é um filme brasileiro de drama lançado em 1977 no cinema. Dirigido por Marcel Camus e com roteiro de Marcel Camus, o filme é baseado no livro "Pastores da Noite" de 1964 de Jorge Amado. As filmagens do filme foram feitas em 1975 na cidade do Rio de Janeiro, com parceria de produção entre a Cinema International Corporation e a Orphée Arts – FR3 – Paris. Estreou em 17 de agosto de 1977, no Brasil.

## Sinopse
Otália é uma recém-chegada, vinda de um bordel do Bonfim e chega em Salvador para morar no Castelo da Tibéria. Logo em que chega na cidade, é roubada na estação de trem. Otália conhece Martim, famoso por ser malandro, mulherengo e um lutador de capoeira, e se apaixona por ele. Mas Martim, acaba transando com a mulher do policial Miguel Charuto, que vai atrás dele para lhe dar uma surra, só que Martim ao lado do amigo Massu é quem acaba batendo em Miguel e seus parceiros. Os amigos de Martim sugerem que ele saia da cidade, então ele se despede de Otália, mas prometendo retornar. Como vingança, o Miguel e outros policiais incendeiam os barracos no Morro. Tempos depois, Martim retorna a Salvador casa com Marialva. Curió, um amigo e irmão de santo de Martim, fica encantado por Marialva e ela acaba por perceber. Martim e a mulher comparecem a uma festa de aniversário de Tibéria e Marialva briga com Otália, o casal se retira da festa. Acreditando estar fazendo ciúmes para Martim, Marialva manda chamar Curió e diz que vai se matar por causa do amor que sente por ele e lhe pede que conte essa paixão impossível para Martim. Quando Curió confessa ao amigo, Martim diz que ele pode levar Marialva. Ela fica furiosa, pois tudo não passava de um jogo. Ela abandona Martim e a casa. Martim volta à sua vida e retoma seu romance com Otália.

## Elenco[3]
- Mira Fonseca como Otália
- Zeni Pereira como Tibéria
- Maria Viana como Marialva
- Antonio Pitanga como Martim
- Paco Sanches como Curió
- Grande Otelo como Artur
- Thelma Reston como Beatriz
- Emmanuel Cavalcanti como Inocêncio
- Maria da Conceição como Agripina
- Elke Maravilha
- Wilza Carla
- Virgínia Lane
- Jaime Barcellos